# Sarpi, Georgia

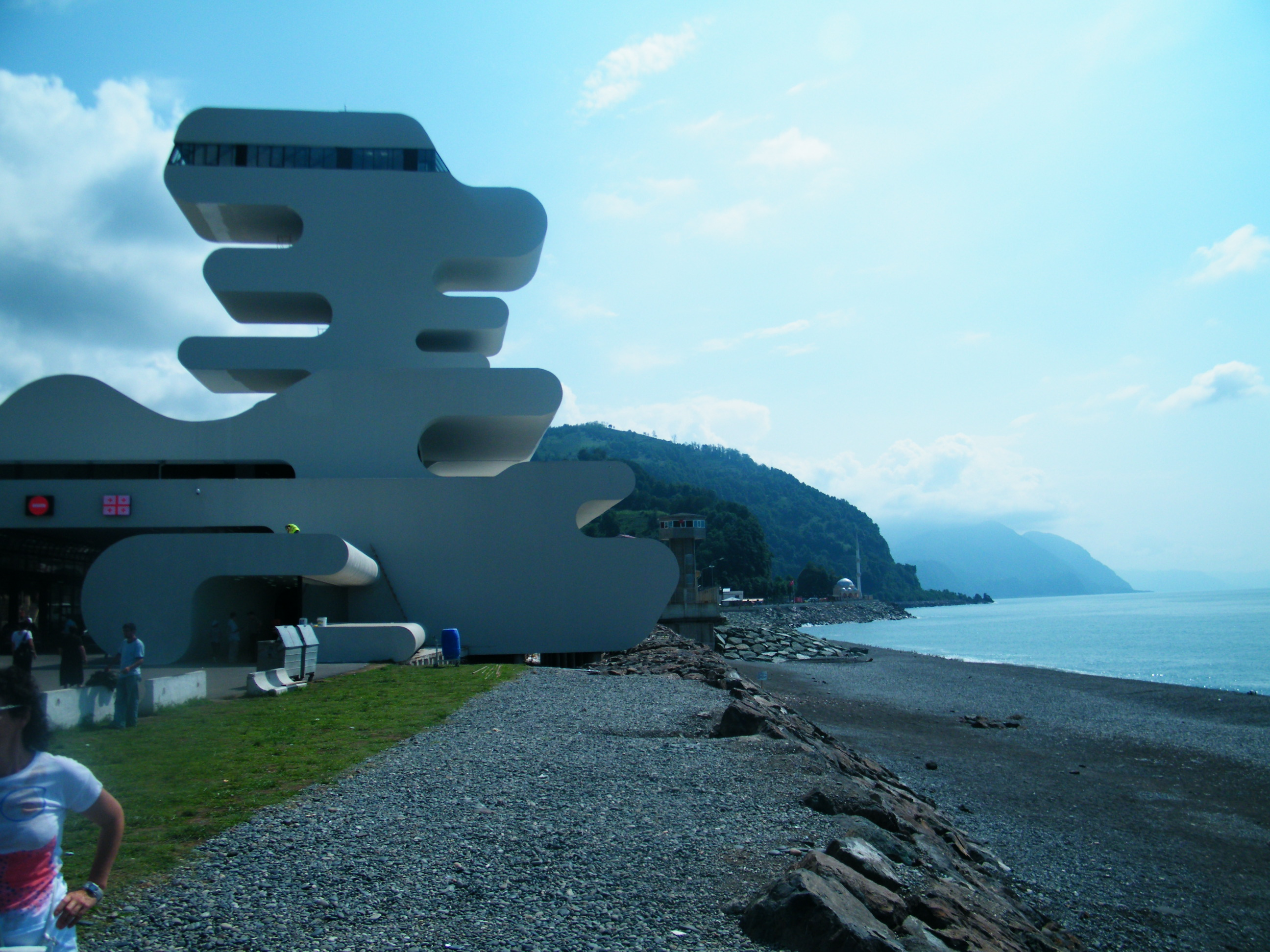
Sarpi

Sarpi (în limba georgiană: სარფი) este o localitate balneară de pe litoralul georgian al Mării Negre, situat la 12 km sud de Batumi, la frontiera cu Turcia. Sarpi este cel mai sudic punct al Republicii Autonome Adjaria, tradițional parte componentă (cu intermitențe) a Georgiei. Sarpi este situat în așa-numitul Lazistan, fostă provincie otomană locuită de etnici lazi, descriși uneori ca "georgieni de religie musulmană".  Așezarea geografică deosebită a stațiunii, care ocupă o fâșie îngustă de litoral, la poalele împădurite și abrupte ale Caucazului Mic, și plantații de ceai, precum și plaja excelentă și apa extrem de limpede a mării, fac din Sarpi una din cele mai pitorești stațiuni maritime de pe coasta de est a Mării Negere.